# Marks Summit
Marks Summit är en bergstopp i Antarktis. Den ligger i Västantarktis. Argentina och Storbritannien gör anspråk på området. Marks Summit ligger 761 meter över havet.
Terrängen runt Marks Summit är kuperad åt sydost, men åt nordväst är den platt. Trakten är obefolkad. Det finns inga samhällen i närheten. 